# Saif al-Arab al-Gaddafi
Saif al-Arab al-Gaddafi (tiếng Ả Rập: سيف العرب القذافي, nghĩa: Thanh gươm Ả Rập; của Gaddafa; 1982 – 30 tháng 4 năm 2011) là con trai thứ sáu của nhà lãnh đạo Muammar Gaddafi. Ngày 30 tháng 4 năm 2011, chính quyền Libya thông báo rằng Saif và ba người cháu đã bị chết trong một cuộc không kích của NATO vào nhà của Saif.. Trong thời gian diễn ra cuộc nổi dậy, Saif đã được giao quyền chỉ huy một nhóm binh lính của cha ông để đàn áp những người biểu tình tại Benghazi. Saif cũng là một trong số những người con ít được biết đến của Muammar Gaddafi.
Saif là con của Muammar Gaddafi với người vợ thứ hai. Khi mới 4 tuổi, Saif đã bị thương khi Hoa Kỳ ném bom Libya năm 1986.